# Flash and the Pan (album)
Flash and the Pan è il primo album in studio del gruppo musicale australiano omonimo, pubblicato nel 1979.

## Tracce
1. Hey, St. Peter – 4:21
2. Man in the Middle – 3:14
3. Walking in the Rain – 3:29
4. The African Shuffle – 4:25
5. California – 4:16
6. Lady Killer – 4:10
7. The Man Who Knew the Answer – 4:23
8. Hole in the Middle – 4:16
9. And the Band Played On (Down Among the Dead Men) – 4:47
10. First and Last – 6:38
11. Yesterday's Gone – 5:04
12. Waiting for a Train – 3:44
13. Something About You – 3:27
14. Hey Jimmy – 3:17
15. Money Don't Lie – 4:04

### Tracce bonus riedizione 1999
1. Down Among the Dead Men (Single Version)
2. The African Shuffle (Single Version)
3. First and Last (Single Version)